# Альбом для монет

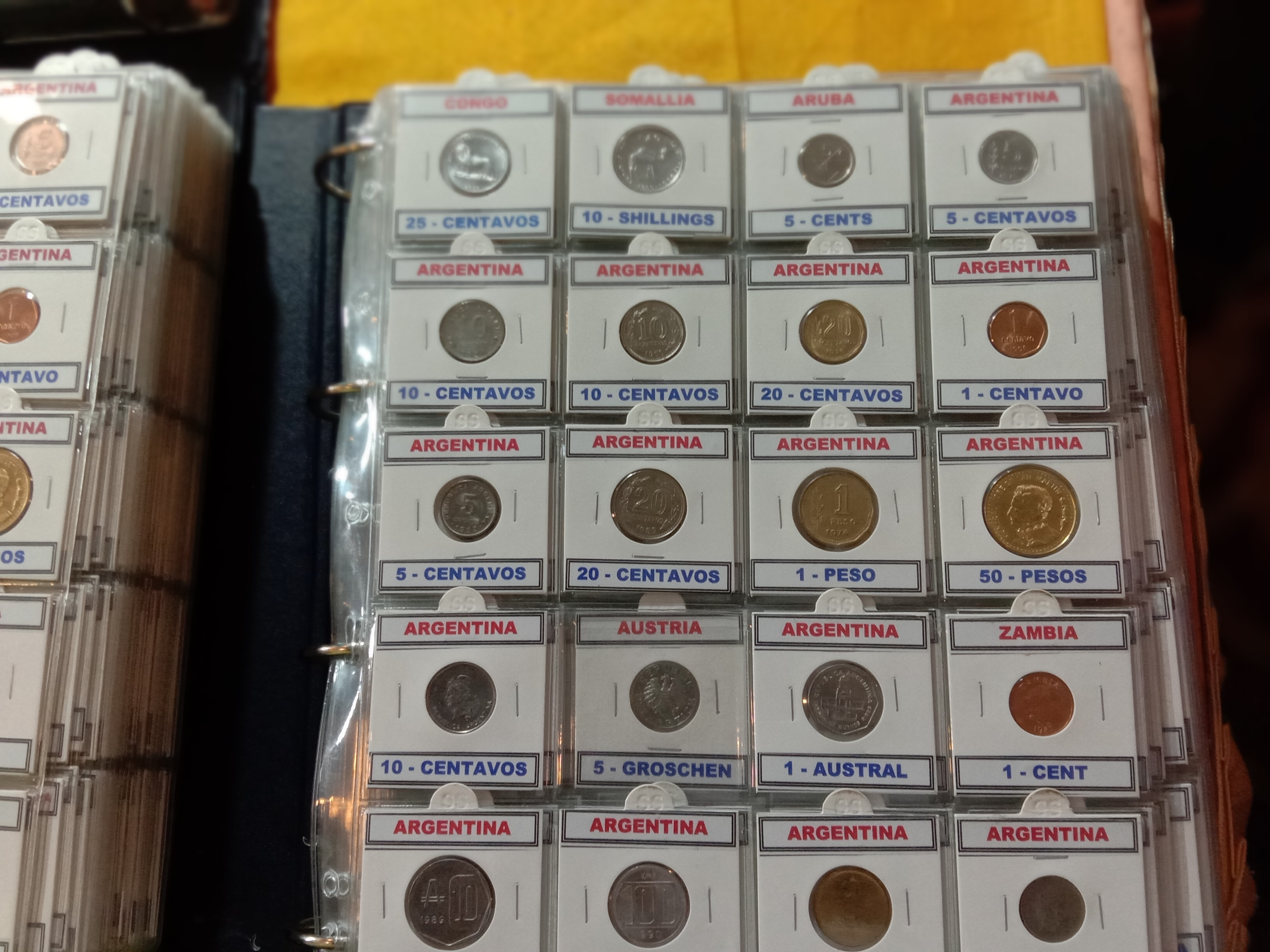
Папка для монет с пластиковыми ячейками

Альбом или кляссер для монет, монетник, монетница — атрибут коллекционера монет или других нумизматических предметов, используемый для их систематизации и защиты от внешних факторов.

## История
Защита монет исторически была доступна только состоятельным коллекционерам, которые хранили свои коллекции в специальных шкафах. Первая попытка создать структуру для монет в виде альбома или папки была предпринята в 1929 году, когда нумизматическая компания Beistle начала продавать альбомы для монет. Эти альбомы были сделаны из плотного картона, покрытого бумагой с обеих сторон, с целлофаном, чтобы удерживать монеты на месте, каждая страница была пробита сбоку, чтобы поместиться в папку. Запредельные цены означали, что в то время они были доступны только богатым коллекционерам. Ситуация изменилась, когда в 1934 году JK Post в сотрудничестве с The Whitman Company изобрела недорогую доску для монет. Доски для монет имели огромный успех, поскольку они предлагали коллекционерам всех типов способ недорого хранить свои монеты.
Приоритет в изобретении современных альбомов для монет оспаривается. По одной из версий, папки были изобретены Р. С. Йоманом из The Whitman Company незадолго до Второй мировой войны. Йоман взял старый дизайн пенни-борда и просто сложил части, чтобы создать книгу (или папку). Согласно другой версии, папки были изобретены и впервые проданы компанией Daniel Stamp Company (DANSCO) из Лос-Анджелеса в 1939 или начале 1940 года. В любом случае, споры продолжаются и по сей день, поскольку обе компании производят «высококачественные» папки для коллекционеров начиная с 1940-х годов.
Альбом для монет обеспечивает их защиту и упрощает хранение, поскольку альбомы меньше по сравнению с прежними досками.

## Основные бренды
- Компания Daniel Stamp (DANSCO)
- HE Harris (Оттиск Уитмена)
- Литтлтонская монетная компания
- Уорменс
- Издательство Уитмен